# Rajd Dakar 1995
Rajd Dakar 1995 (Rajd Paryż - Dakar 1995) – siedemnasta edycja terenowego Rajdu Dakar, która odbyła się na trasie Grenada - Dakar, (wyścig po raz pierwszy rozpoczął się poza Francją). W kategorii samochodów po raz drugi z rzędu wygrał Francuz Pierre Lartigue, zaś w kategorii motocykli - także Francuz Stéphane Peterhansel.